# Saul Rubinek

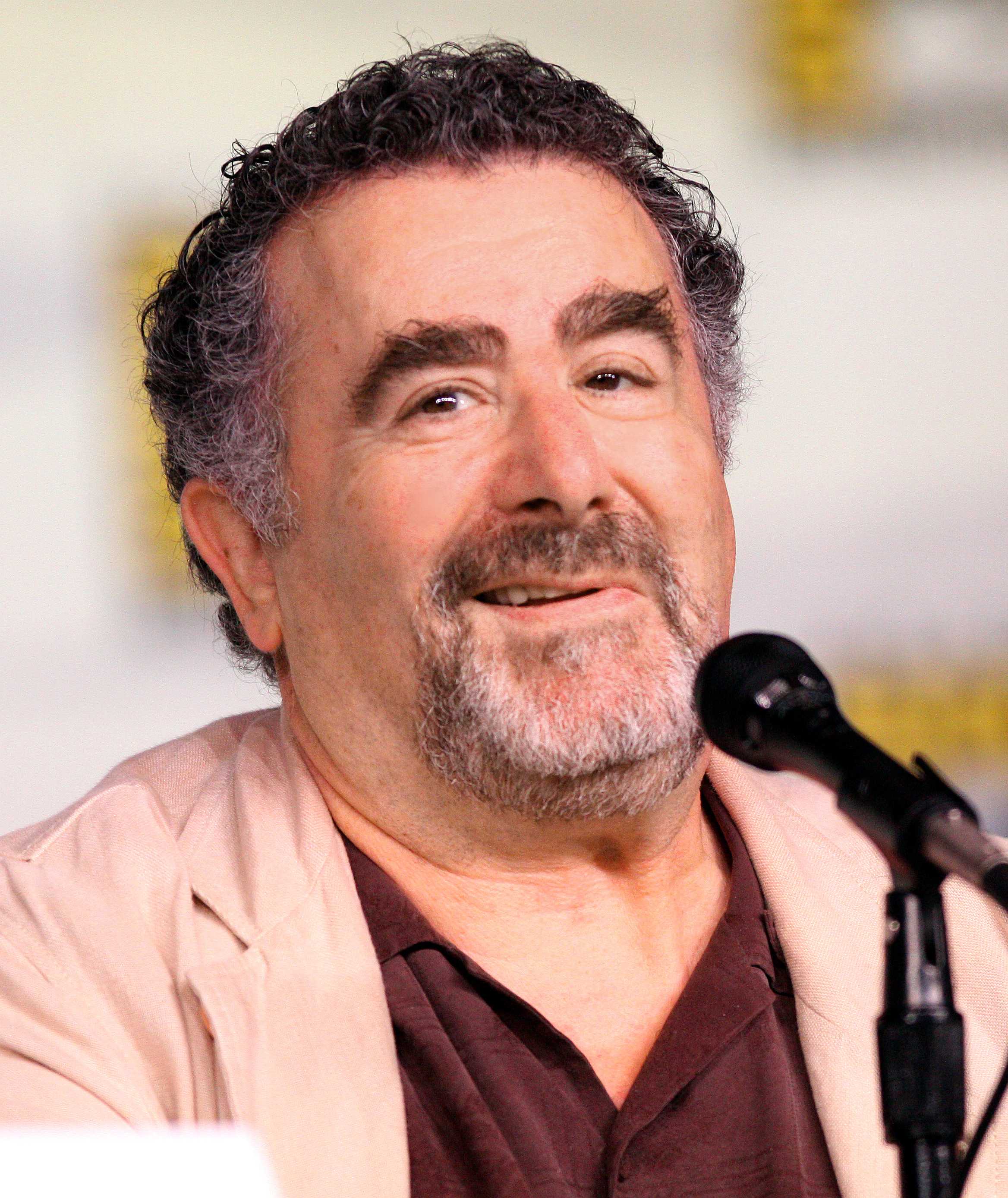
Saul Rubinek (2012)

Saul Rubinek (* 2. Juli 1948 in Wolfratshausen, Deutschland) ist ein kanadischer Schauspieler und Filmregisseur.

## Leben
Rubineks Eltern waren Überlebende des Holocausts, er wurde im DP-Lager Föhrenwald geboren. Sein Vater Israel Rubinek war dort Mitglied des Ensembles Yiddish Repertory Theatre. Die Familie zog später nach Kanada.
Rubinek gehörte in den Jahren 1969 bis 1970 der Stratford Shakespearean Festival Company in Stratford an. In den USA debütierte er 1979 am Public Theatre in New York City.
Rubinek wurde international bekannt durch Filme wie Erbarmungslos (1992) unter der Regie von Clint Eastwood, I Love Trouble – Nichts als Ärger (1994) neben Julia Roberts und Nick Nolte sowie Nixon neben Anthony Hopkins. Beim Film Jerry & Tom – Killer unter sich aus dem Jahr 1998 wirkte er als Regisseur, Produzent und Schauspieler; er wurde dafür für den Grand Jury Prize des Sundance Film Festivals nominiert. Er trat ebenfalls in zahlreichen Fernsehserien wie Frasier auf. Rubinek verkörpert in den unten genannten Filmen meist dubiose Personen und verleiht diesen Rollen oft deutlich zynische Züge.
In der 68. Episode von Raumschiff Enterprise: Das nächste Jahrhundert hatte er eine Gastrolle als Händler Kivas Fajo.
Er spielte u. a. einen ehemaligen NSA-Agenten in der erfolgreichen amerikanischen Sci-Fi-Serie Warehouse 13.
Rubinek war bis 2003 mit Elinor Reid verheiratet und hat zwei Kinder (* 1991 und 1995).

## Filmografie (Auswahl)
- 1980: Death Ship
- 1981: Das süße Wort Verheißung (Ticket to heaven)
- 1982: Küss mich, Doc (Operation gelungen – Patient tot, Young Doctors in Love)
- 1982: Am Highpoint flippt die Meute aus (Highpoint)
- 1983: Marathon der Hoffnung (The Terry Fox Story)
- 1984: Gegen jede Chance (Against All Odds)
- 1986: Sweet Liberty
- 1987: Wall Street
- 1990: Raumschiff Enterprise: Das nächste Jahrhundert (Star Trek: The Next Generation, Fernsehserie, Episode 3x22)
- 1990: Fegefeuer der Eitelkeiten (The Bonfire of the Vanities)
- 1992: Man Trouble – Auf den Hund gekommen (Man Trouble)
- 1992: Erbarmungslos (Unforgiven)
- 1993: Undercover Blues – Ein absolut cooles Trio (Undercover Blues)
- 1993: True Romance
- 1994: Allein mit Dad & Co (Getting Even with Dad)
- 1994: I Love Trouble – Nichts als Ärger (I Love Trouble)
- 1994: Death Wish V – Antlitz des Todes (Death Wish V: The Face of Death)
- 1995: Nixon – Der Untergang eines Präsidenten (Nixon)
- 1995: Memory Run
- 1997: Kleine Lügen unter Freunden (Bad Manners)
- 1998: John Woo’s Blackjack (Blackjack)
- 1998: Jerry & Tom – Killer unter sich (Jerry and Tom)
- 1998: Todesschwadron aus der Zukunft (Past Perfect)
- 1999: 36 Stunden bis zum Tod (36 Hours to Die)
- 1999: Outer Limits – Die unbekannte Dimension (The Outer Limits, Episode 5x12 – Tribunal)
- 1999: Ich liebe Dick (Dick)
- 2000: Rufmord – Jenseits der Moral (The Contender)
- 2000: Family Man (The Family Man)
- 2001: Rush Hour 2
- 2002: Die Brady Family im Weißen Haus (The Brady Bunch in the White House, Fernsehfilm)
- 2003: The Singing Detective
- 2003: Pancho Villa – Mexican Outlaw (And Starring Pancho Villa as Himself)
- 2004: Stargate – Kommando SG-1 (Stargate SG-1, Fernsehserie, Episoden 7x17 & 7x18)
- 2004: Coast to Coast
- 2004: Pursued – Ein Headhunter kennt keine Gnade (Pursued)
- 2005: Santa’s Slay – Blutige Weihnachten (Santa’s Slay)
- 2005: Lost (Fernsehserie, Episode 2x02)
- 2006: Eureka – Die geheime Stadt (Eureka, Episode 1x05)
- 2006: Jesse Stone: Knallhart (Jesse Stone – Night Passage)
- 2007: War
- 2007: Jesse Stone: Alte Wunden (Jesse Stone – Sea Change)
- 2008: Julia
- 2008: Boston Legal (Fernsehserie, Episode 5x09)
- 2008: Psych (Fernsehserie, Episode 2x13)
- 2008–2012: Leverage (Fernsehserie, 3 Episoden)
- 2009–2014: Warehouse 13 (Fernsehserie, 64 Episoden)
- 2009: Oy Vey! My son is Gay!
- 2010: Barney’s Version
- 2010: Jesse Stone: Ohne Reue (Jesse Stone – No Remorse)
- 2011: Jesse Stone: Verlorene Unschuld (Jesse Stone: Innocents Lost)
- 2012: Jesse Stone: Im Zweifel für den Angeklagten (Jesse Stone: Benefit of the Doubt)
- 2013: Person of Interest (Fernsehserie, Episode 3x11 und 12)
- 2015: Beauty and the Beast (Fernsehserie, Episode 3x04)
- 2018: Grey’s Anatomy (Fernsehserie, Episode: 14x17)
- 2018: The Ballad of Buster Scruggs
- 2019: For All Mankind (Fernsehserie, Episode 1x02)
- 2020: Hunters (Fernsehserie, 9 Episoden)
- 2023: BlackBerry